# Epipedocera vitalisi
Epipedocera vitalisi là một loài bọ cánh cứng trong họ Cerambycidae.